# Aprionus transitivus
Aprionus transitivus är en tvåvingeart som beskrevs av Boris Mamaev 1998. Aprionus transitivus ingår i släktet Aprionus och familjen gallmyggor. Arten är reproducerande i Sverige. Inga underarter finns listade i Catalogue of Life.